# Andreas Riis
Jörgen Andreas Riis, född 1855 i Rønne, död 21 mars 1919 i Malmö, var dansk-svensk grosshandlare.
Riis var från 1884 verksam i firman Rosengren & Riis i Malmö, vilken bildades 1884, då Gustaf Echardt Rosengren övertog Anton Gråbergs jernkramhandel i minut vid Södergatan. År 1889 upptogs Riis som delägare i denna firma och efter att Rosengren avlidit 1900 var Riis ensam innehavare. År 1903 överlät Riis firman till Oscar och Carl Tullgren, innehavare av firman Tullgren & Bengtsson. Riis var även styrelseledamot i det 1898 bildade Malmö Omnibus AB. År 1910 fastställdes det då hävdvunna gatunamnet Riisgatan i Malmö, vid vilken Riis var fastighetsägare, efter honom. Detta gatunamn utgick dock 1935, då det, på grund av ofta förekommande förväxling med Friisgatan, ersattes med Tärningsholmsgatan.